# José Bastida
José Bastida (* 1936 in Tétouan, Marokko; † 4. August 2012) war ein spanischer Schauspieler.
Bastida spielte zwischen 1962 (La mano de un hombre morto) und 1984 (Hydra – Die Ausgeburt der Hölle) rund dreißig Charakterrollen in Filmen verschiedener Genres, darunter viele actionorientierte Stoffe.

## Filmografie (Auswahl)
- 1962: La mano de un hombre morto
- 1966: Für 1000 Dollar pro Tag (Per mille dollari al giorno)
- 1966: Laß die Finger von der Puppe (Per un pugno di canzoni)
- 1967: Die sich in Fetzen schießen (Dio non paga il sabato)
- 1984: Hydra – Die Ausgeburt der Hölle (La serpiente del mar)